# Petalura litorea
Petalura litorea е вид насекомо от семейство Petaluridae. Видът е почти застрашен от изчезване.

## Разпространение
Разпространен е в Австралия (Куинсланд и Нов Южен Уелс).